# British Ornithologists' Union
La British Ornithologists' Union (BOU, in italiano "Unione degli Ornitologi Britannici") è un'associazione finalizzata ad incoraggiare lo studio degli uccelli ("Ornitologia") nella Gran Bretagna, in Europa e nel resto del mondo, al fine di comprendere la loro biologia e favorirne la conservazione.

## Storia
La BOU fu fondata il 9 dicembre 1858 da 20 scienziati, tra i quali il Professore Alfred Newton, Henry Drummond-Hay (che ne fu il primo presidente) e Henry Baker Tristram.
Dopo la corrispondente società tedesca di ornitologia (fondata nel 1850), è la seconda più antica organizzazione ornitologica.
Dal 1859, pubblica con cadenza trimestrale il suo giornale Ibis ed è fra le più importanti riviste del settore.
Molte specie vi sono state descritte ed illustrate per la prima volta, comprese quelle descritte da John Gerrard Keulemans. 
Dal 2002, Ibis è stato resa disponibile online dalla Blackwell Publishing.
Fra i presidenti della BOU, vi fu Janet Kear, che negli anni sessanta del XX secolo era responsabile del progetto per il salvataggio dell'oca hawaiana: fu a capo della BOU dal 1990 al 1994.

## Organizzazione e finalità
Il comitato denominato British Ornithologists' Union Records Committee (BOURC) è un comitato della BOU costituito per mantenere aggiornata la British List, la lista ufficiale di tutti gli uccelli presenti in Gran Bretagna, pubblicata col nome List of Birds of Great Britain (in precedenza List of British Birds) a partire dal 1883.
Tra i compiti della BOU vi sono l'organizzazione di riunioni periodiche, seminari e conferenze, in cui è possibile effettuare il birdwatching e informare altri ornitologi provenienti da tutto il mondo riguardo alle proprie attività.
La sede della BOU è situata al piano terra del Walter Rothschild Zoological Museum a Tring, nell'Hertfordshire.

## Lista dei Presidenti
- 1858-1867: Henry Drummond-Hay (1814–1896)
- 1867-1896: Lord Lilford (1833–1896)
- 1896-1913: Frederick DuCane Godman (1834–1919)
- 1913-1918: Robert George Wardlaw Ramsay (1852–1921)
- 1918-1921: William Eagle Clarke (1853–1938)
- 1921-1922: Henry John Elwes (1846–1922)
- 1923-1928: Lord Walter Rothschild, II barone Rothschild (1868–1937)
- 1928-1933: William Lutley Sclater (1863–1944)
- 1933-1938: Harry Witherby (1873–1943)
- 1938-1943: Sir Norman Boyd Kinnear (1882–1957)
- 1943-1948: Percy Roycroft Lowe (1870–1948)
- 1948-1955: Sir Arthur Landsborough Thomson (1890–1977)
- 1955-1960: William Homan Thorpe (1902–1986)
- 1960-1965: Reginald Ernest Moreau (1897–1970)
- 1965-1970: V. C. Wynne-Edwards (1906–1997)
- 1970-1975: Guy Mountfort (1905–2003)
- 1975-1979: Sir Hugh Elliott (1913–1989)
- 1979-1983: Stanley Cramp (1913–1987)
- 1983-1987: James F. Monk
- 1987-1990: David Snow
- 1990-1994: Janet Kear (1933–2004)
- 1994-1999: John Croxall
- 1999-2003: Ian Newton
- 2003-2007: Christopher Perrins
- 2003-2011: Alistair Dawson
- 2011-attuale: Jenny Gill

## Membri eccellenti
- David Armitage Bannerman
- Gilbert Dempster Fisher
- Thomas Campbell Eyton
- John Henry Gurney
- Christopher Helm
- Henry Eliot Howard
- Edgar Leopold Layard
- George Edward Lodge
- Hubert Lynes
- Edward Newton
- Osbert Salvin
- Philip Sclater
- Robert Fisher Tomes
- Alfred Russel Wallace
- Edward Adrian Wilson